# Saint-Rémy-sur-Avre
Saint-Rémy-sur-Avre – miejscowość i gmina we Francji, w Regionie Centralnym, w departamencie Eure-et-Loir.
Według danych na rok 1990 gminę zamieszkiwało 3568 osób, a gęstość zaludnienia wynosiła 273 osoby/km² (wśród 1842 gmin Regionu Centralnego Saint-Rémy-sur-Avre plasuje się na 98. miejscu pod względem liczby ludności, natomiast pod względem powierzchni na miejscu 986.).
Miejscowość Saint-Rémy-sur-Avre ma umowę partnerską z polskim miastem Głubczyce.